# Airbrush

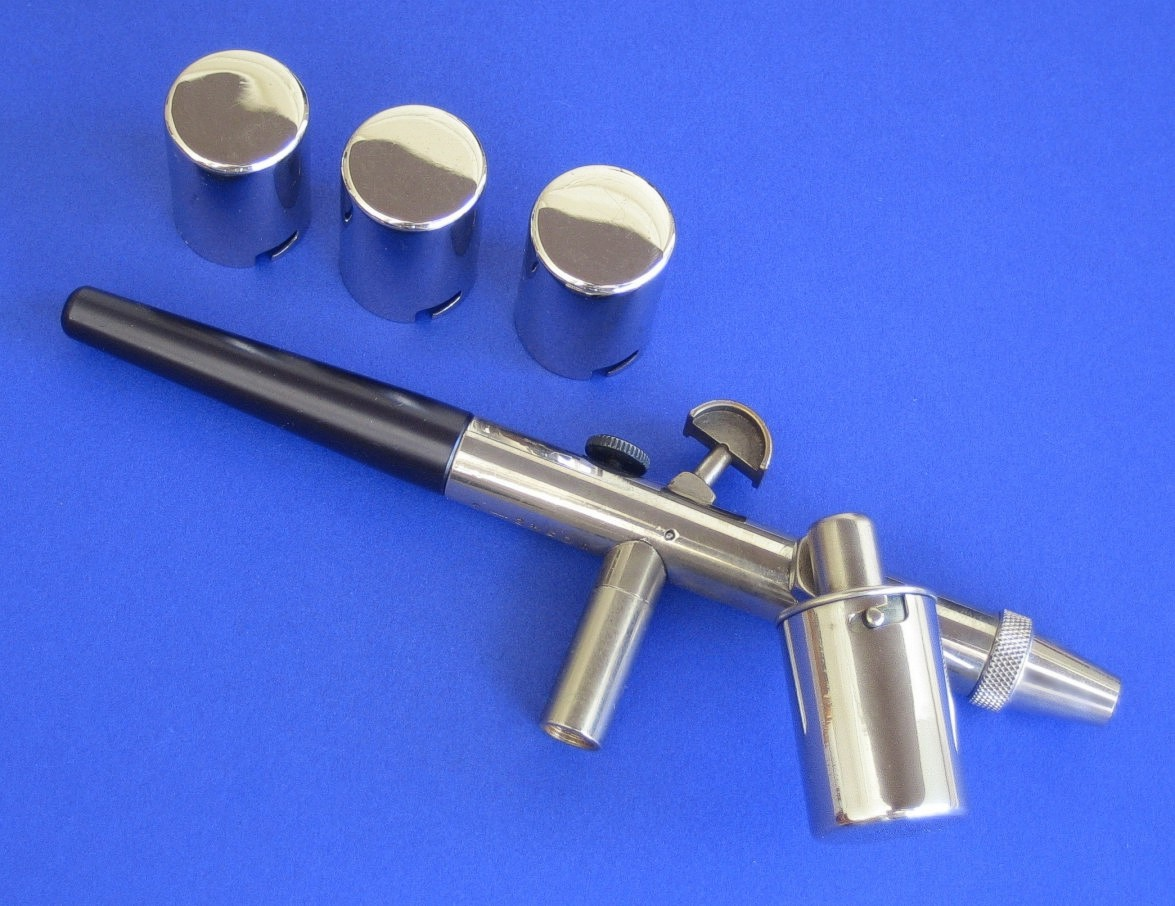
Airbrush-Spritzpistole (13,5 Zentimeter lang) mit austauschbaren Farbbehältern

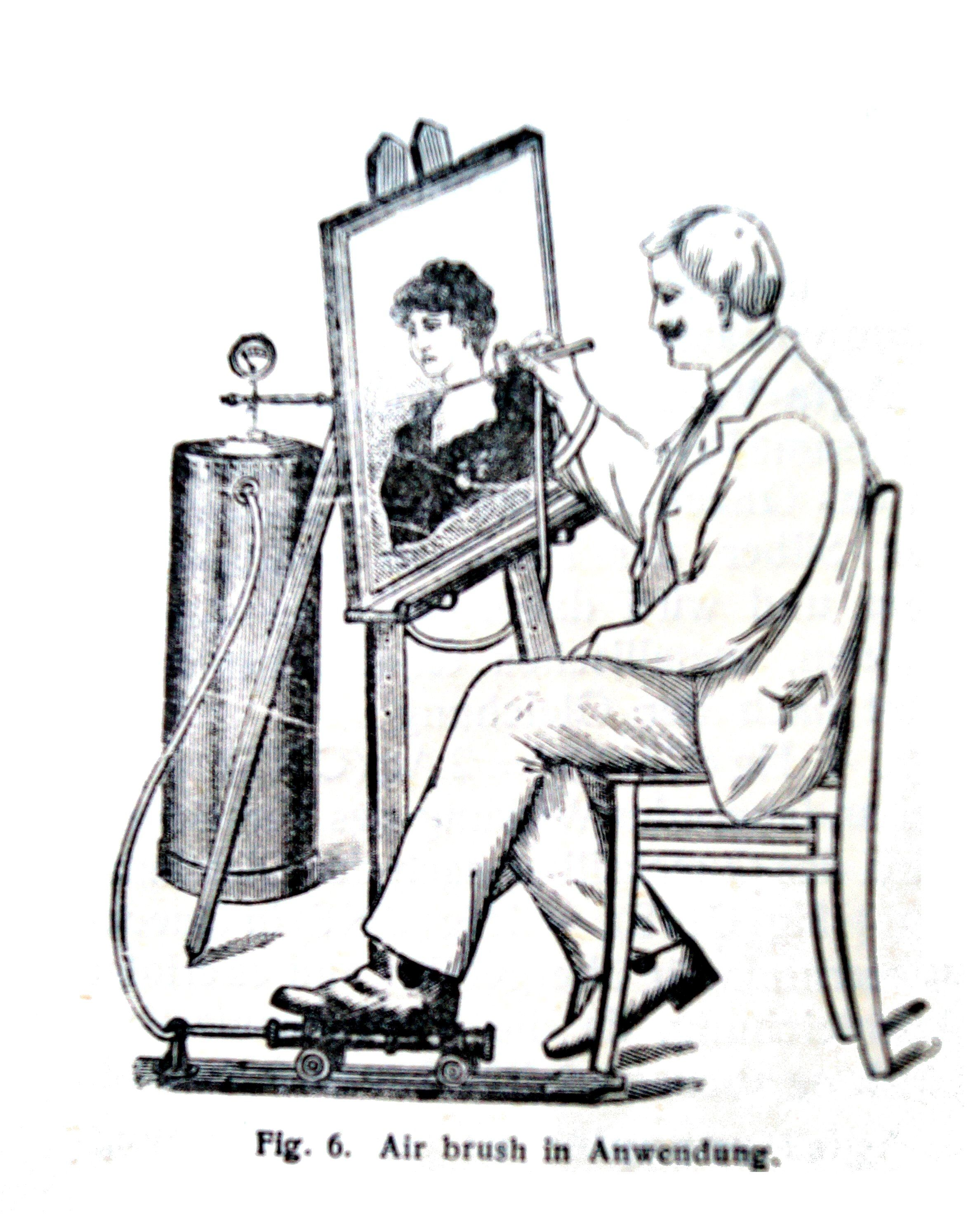
Historische Airbrushmaschine um 1900

Airbrush (IPA: [ˈɛːɐ̯bɹaʃ], anhörenⓘ; englisch für „Luftpinsel“) bezeichnet eine kleine Variante einer Spritzpistole, welche nur etwas größer als ein Kugelschreiber ist. Häufig wird aber auch die Maltechnik mit einer Airbrushpistole beziehungsweise das entstandene Gemälde als Airbrush bezeichnet, so dass es schnell zu Begriffsverwirrungen kommt. Im Folgenden wird daher das Wort Airbrush in Kombination mit weiteren Worten wie „Pistole“, „Technik“ oder „Design“ verwendet.
Die Maltechnik mit der Airbrushpistole findet beispielsweise im Modellbau, bei der Miniaturenbemalung, beim Nageldesign, Bodypainting, für Makeup und in der grafischen Kunst Anwendung. Sie erlaubt es, feinste Farbverläufe zu erstellen, welche Grundvoraussetzungen für die fotorealistische Malerei sind. Aber auch das Erzeugen gleichmäßiger Flächen ist mit der Airbrushpistole möglich.
Beim Bemalen dreidimensionalener Objekte wie im Modellbau oder der Miniaturenbemalung kann mit einer Airbrushpistole leicht der Effekt des natürlichen Lichteinfalls oder einer Lichtquelle nachempfunden werden.

## Geschichte

### Geschichte der Airbrushtechnik
Der Ursprung der Airbrushtechnik ist umstritten und beginnt möglicherweise schon in der Steinzeit, da bei Höhlenmalereien bereits Farben auf Flächen gesprüht wurden.
Airbrushpistolen wurden in den USA schon vor 1870 als Retuschierapparate verwendet. Mit der Ausbreitung der Bromsilbervergrößerungen um 1890 und der damit verbundenen größeren Flächenretusche fanden Airbrushpistolen als Retuschierapparate auch in Deutschland Verbreitung.
Die erste Airbrushpistole wurde von Francis Edgar Stanley erst im September 1876 patentiert. Das Patentamt stuft Stanleys „Zerstäuber“ (US-Patent-Nr. 182389) als das erste Patent für seinen Typ und das erste in seiner Klasse und Unterklasse (239/354) ein.
Die Patente von Stanley, Abner Peeler, Charles Burdick, Jens Paasche und Allen De Vilbiss waren die ursprünglichen Entwicklungen zum Versprühen von Farbe mittels eines Zweistoff-Zerstäubers.

### Unterscheidung zu Druckluftspritzpistole
Für eine Spritzpistole charakteristisch ist ein Pistolengriff mit Abzug. Diese Geräte sind für die Bearbeitung von Flächen vorgesehen. Ein Airbrushgerät besitzt einen Schaft und wird vergleichbar einem Schreibwerkzeug in der Hand gehalten. Er ist für detaillierte Arbeiten bestimmt, mit ihm Flächen anzulegen wäre extrem unökonomisch.

## Funktionsweise und Anwendung
Technisch ist die Airbrushpistole ein Zweistoff-Zerstäuber nach dem Prinzip einer Strahlpumpe, welche Druckluft als Treibmittel verwendet.
Mit der Airbrushpistole kann jede flüssige Farbe mit feinem Pigment, abhängig von der Düsengröße, auf alle Untergründe aufgetragen werden. Acrylfarben, Aquarellfarben, Textilfarben und verdünnte Ölfarben sind damit leicht aufzutragen. Der Arbeitsdruck liegt meist zwischen 1,5 und 3 bar. Je höher der Druck eingestellt ist, desto feiner wird die Farbe zerstäubt. Um bewusst ungleichmäßige Flächen zu erzeugen, z. B. um Sand darzustellen, kann man den Druck auch bewusst sehr niedrig einstellen.
Stark verdünnte Farben werden mit weniger Arbeitsdruck aufgetragen, zähflüssige mit über 2 bar. Wird mit Textilfarben z. B. auf einem T-Shirt gearbeitet, kann der Anwender mit 3 bis 4 bar arbeiten, da die Textilfasern die Farbe aufsaugen.
Wenn die Farbe nach dem ersten Auftrag nicht ausreichend deckt, ist ein zweiter Auftrag nach der Trocknung der Farbe möglich, was bei Acrylfarbe schon nach wenigen Sekunden der Fall ist. Ein zu starker Erstauftrag resultiert meist in verlaufenden, tropfenden Farben, besonders, wenn die Airbrushpistole zu dicht am Objekt eingesetzt wurde.

## Arten von Airbrushpistolen

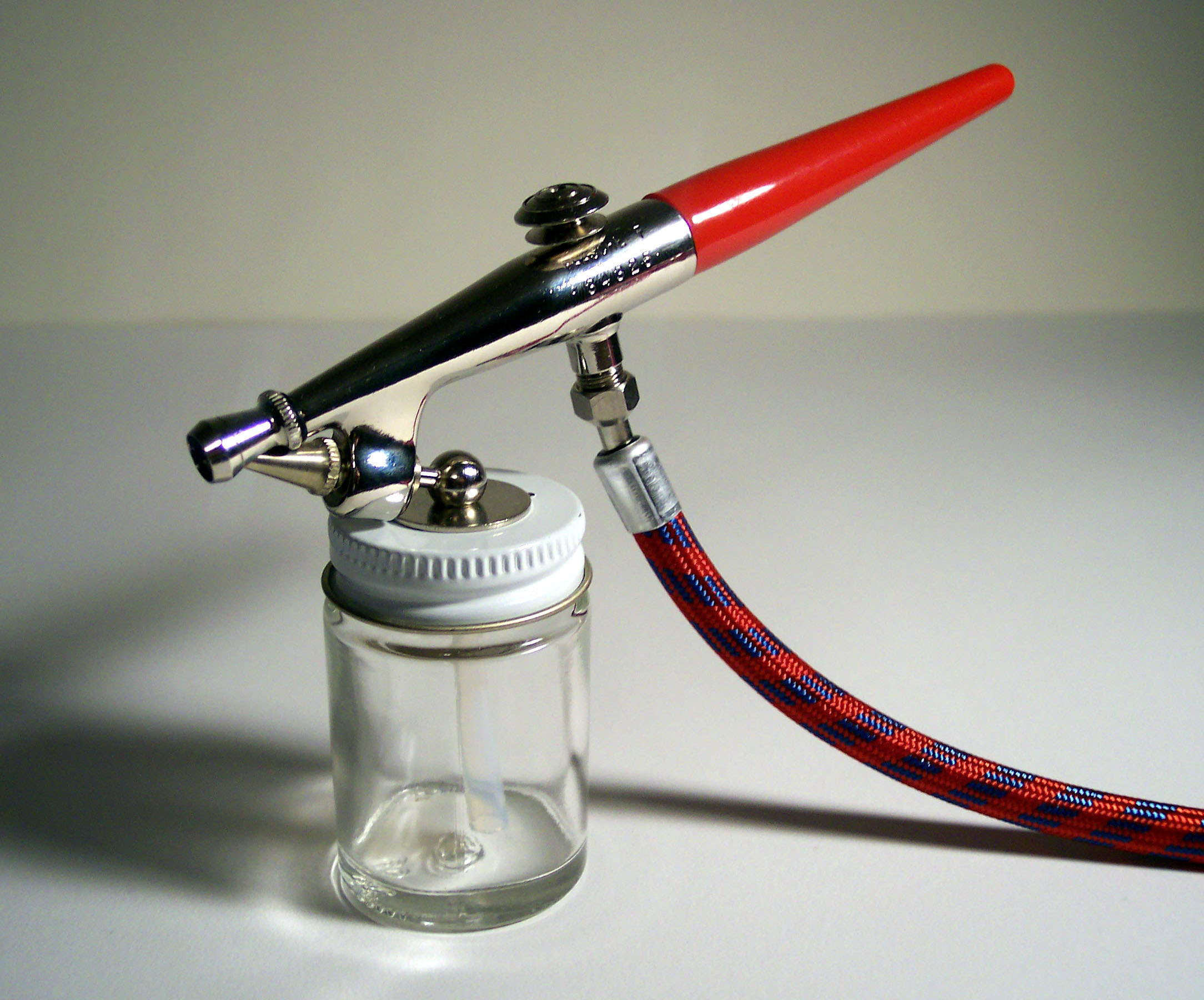
Single-Action-Pistole mit Außenmischung

### Single Action (Einfachfunktion)
Bei dieser Ausführung wird nur die Druckluftmenge über den Bedienhebel geregelt und mit einem anderen Regler wird die Farbmenge reguliert. Hierbei treffen Luft und Farbe außerhalb der Pistole, kurz nach der Luftdüse, zusammen und werden gemischt.

### Double Action (Doppelfunktion)
Bei dieser Ausführung werden die Luft- und Farbzufuhr getrennt über einen Bedienhebel geregelt. Durch das Herunterdrücken des Hebels wird die Luftzufuhr reguliert, durch das (gleichzeitige) Zurückziehen wird die Farbmenge angepasst.

### Kontrollierte Double Action (gekoppelte Doppelfunktion)
Es gibt nur wenige Modelle mit dieser Methode. Alle drei Hersteller sind deutsche Firmen (Harder & Steenbeck, Efbe-Airbrush, Gabbert). Auch bei diesen Geräten wird – wie beim normalen Double-Action-Typ – die Farbmenge mit dem Finger reguliert. Allerdings muss der Hebel nur zurückgezogen und nicht nach unten gedrückt werden. Diese Geräte eignen sich für das detaillierte Arbeiten und werden von Einsteigern als leichter bedienbar eingestuft.

### Fließbecherpistole
Bei einer Fließbecherpistole fließt das Spritzmaterial durch die Schwerkraft von einem oben liegenden Farbbecher zur Farbdüse. Dieses Zufließen wird durch die Sogwirkung der Druckluft unterstützt.

### Saugbecherpistole
Bei der Saugbecherpistole befindet sich die Farbe – wie der Name schon sagt – in einem hängenden Saugbecher, in den ein Steigrohr hineinragt. Die an der Farbdüse vorbeiströmende Zerstäuberluft verursacht einen Unterdruck, wodurch das Material aus dem Behälter angesaugt wird.

### Seitenanschluss-System
Das Seitenanschluss-System ist eine Geräteart, bei der sich eine Bohrung an der Seite des Airbrushgerätes befindet. Der Anwender hat die Möglichkeit, das Fließsystem mit einem Saugsystem auszutauschen. Nachteil: Gewicht liegt auf der Seite. Vorteil: Freier Blick auf die Illustration.

### Miniturbine
Die Miniturbine ist eine Erfindung von Jens Paasche und eine besondere Ausführung der Airbrushpistole. Sie arbeitet mit einer Miniturbine, welche die Farbnadel bewegt. Der Anwender kann über die Drehzahl der Turbine die Farbzufuhr sehr gezielt steuern.

## Unterschied zwischen Lackieren und Airbrushtechnik
Bei der Lackiertechnik wird das Medium (Farbe) normalerweise Nass in Nass aufgetragen. Das bedeutet, es wird so viel Farbe aufgetragen, dass die Oberfläche in sich zerfließt. Ein Problem hierbei ist, dass Tränen oder Nasen (Läufer) entstehen, sobald zu viel Farbe aufgetragen wird. Diese Technik hat den Vorteil, dass hochglänzende Oberflächen erzeugt werden können.
Bei der Airbrushtechnik wird Trocken in Trocken gearbeitet. Die Farbe wird hierbei nur als feiner Farbstaub aufgetragen, der beim Auftreffen auf den Untergrund bereits trocknet. Der Untergrund wird normalerweise nicht nass. Um einen satten Farbton zu erreichen, muss die Farbe in mehreren feinen (trockenen) Schichten aufgetragen werden. Der Vorteil ist, dass hier extrem detailliert gearbeitet werden kann. Glänzende Oberflächen können so jedoch nicht erstellt werden. Um eine Airbrush-Oberfläche glänzend zu bekommen, muss abschließend ein glänzender Lack mit der Lackiertechnik aufgetragen werden.
Da bei der Airbrushtechnik wesentlich weniger Farbe verbraucht wird, werden hier wesentlich feinere Düsendurchmesser verwendet. Die feinste Düsengröße in der Airbrushtechnik hat einen Durchmesser von 0,15 mm. Die Düsengrößen variieren bis zu einer Düsengröße von 1,2 mm.
Entscheidend bei der Wahl der Düsengröße ist die Größe der Farbpigmente; je gröber die Farbe pigmentiert ist, umso größer muss die Düsenöffnung sein. Daher ist bei Airbrushfarben eine Angabe der Mindestdüsengröße wichtig.

## Airbrush-Farbe
Meist werden in der Airbrush-Technik spezielle ungiftige Airbrush-Farben (Acryl-Wasser-Basis) verwendet, bei denen eine ganz bestimmte Pigmentgröße eingehalten und gewährleistet wird. Je feiner die Pigmentierung, desto feiner kann die Airbrush-Düse sein. Je feiner und genauer die Pigmentierung in der Farbe ist, umso feiner und genauer kann mit dieser Farbe letztendlich gearbeitet werden, was aber die Herstellungskosten der Farbe erhöht.
Normale Farbe oder Lacke sind nur sehr bedingt airbrushfähig, da bei der Herstellung der Farbe auf die Größe der Pigmente kein besonderes Augenmerk gelegt wird. Die verbreitetste Airbrush-Farbe ist eine Farbe auf Acryl-Basis. Sie ist vergleichbar mit Dispersionsfarbe.
Acryl-Farben trocknen wasserfest, aber nicht kratzfest auf. Kratzfest werden diese Farben erst durch einen Überzug von Klarlack.
Für feine, detaillierte Illustrationen werden gerne Eiweißlasurfarben verwendet. Diese Farben sind unpigmentiert und lassen sich daher extrem fein, mit feinsten Düsen, verarbeiten. Nachteil dieser Farben ist, dass sie nicht wasserfest auftrocknen. Außerdem kann dieser Farbtyp nur auf saugenden Untergründen (z. B. Karton) verwendet werden. Für die Airbrush-Technik gibt es auch lösungsmittelhaltige Farben, die allerdings aufgrund der gesundheitsgefährdenden Inhaltsstoffe nur im Freien oder in gut durchlüfteten Räumen (mit Atemschutz) verwendet werden sollten.
Für Airbrush-Design auf der Haut (Bodypainting, Airbrush-Tattoo usw.) müssen unbedingt hautverträgliche bzw. dermatologisch getestete Farben verwendet werden, um das Risiko allergischer Reaktionen zu minimieren.
Der Airbrush-Fachhandel bietet Farbe für alle Bereiche von Lederfarben, Textilfarben, Glas- und Porzellanfarben, Lebensmittelfarben, Kunststoff-Farben usw. an.

## Verwendung der Airbrushtechnik in der Kosmetik
Die Airbrushtechnik ist auch im kosmetischen Bereich zu finden. Mit feinen Airbrushpistolen wird eine konzentrierte Bräunungslotion auf die Haut als Nebel aufgetragen. Da sich der Nebel bei richtiger Anwendung gleichmäßig auf der Hautoberfläche verteilt, ist eine gleichmäßige Bräunung möglich. Dabei wird der Wirkstoff Dihydroxyaceton verwendet, der mit Aminosäuren in der obersten Schicht der Haut braune Pigmente bildet. Gute airbrushfähige Bräunungslotionen enthalten keine Pflegemittel oder Duftstoffe, um das Allergie-Risiko zu verringern. Die Bräunung mit der Airbrushtechnik ist auch bekannt unter Spray-Tanning.
Seit der hochauflösenden Aufnahmetechnik (HDTV) für Film und Fernsehen arbeiten Visagisten auch mit airbrushfähigen Make-ups.
Der Vorteil der Airbrushtechnik im Make-up-Bereich ist die extrem feine Pigmentierung des Make-ups und vor allem die Möglichkeit, dieses Make-up extrem fein und berührungslos aufzutragen. Die Vorteile der Airbrush-Technik, feinste Farbübergänge erstellen zu können, kommen hier voll zur Geltung.

## Verwendung in der Kunst

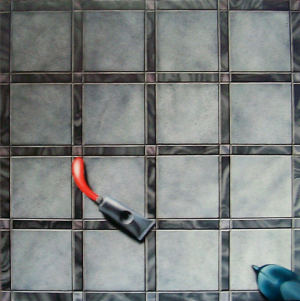
Farbtube von Manfred Behrens

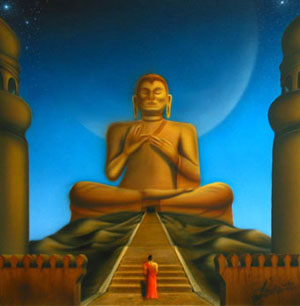
Dambulla von Marcus Brazel

Die ersten Bilder, die mit der Airbrushtechnik gemalt waren, wurden von Kunstliebhabern und Museen mit dem Argument abgewiesen, sie seien mit „nicht künstlerischen Mitteln“ gemalt worden. Von der praktischen Anwendung in Grafik und Illustration stieß die Airbrushtechnik schließlich durch die Stile Bauhaus und Pop Art in den Bereich der Kunst vor. Um 1960 entwickelten sich eigene Kunstformen wie Fotorealismus oder Hyperrealismus als klassische Betätigungsfelder für Airbrushtechnik. Erst um 1970 wurde Airbrushdesign als Kunstrichtung anerkannt. Einer der ersten Airbrush-Künstler in Deutschland ist Gernot Bubenik. Bekannte Airbrush-Künstler sind z. B. HR Giger oder Paul Wunderlich.

## Gesundheitsrisiken
Organisch-lösungsmittelhaltige Farben sollten zum Schutz der eigenen Gesundheit nicht im Wohnraum verwendet werden und bedürfen einer ausreichenden Lüftung. Organische Lösemittel können zum Beispiel Terpentinöl, Terpentinersatz, Benzin oder Toluol sein. Beim Verarbeiten von Medien auf Basis organischer Lösemittel mit der Airbrushpistole wird außerdem geeignete Schutzkleidung (am besten ein Lackiereranzug) sowie Schutzbrille und Atemschutzmaske empfohlen.
Die gebräuchlichen Halbmasken zum Schutz vor Stäuben (Klasse FFP2) sind jedoch nur Partikelfilter und halten keineswegs Lösemitteldämpfe ab, sofern es sich dabei nicht nur um Wasser handelt. Um organische Dämpfe abzuhalten, werden Filtermasken der Klasse A2P2 oder A2P3 benötigt (A2 bedeutet „Schutz vor Lösemittel“, P2 oder P3 „Schutz vor Partikeln“).
Zur Ausfilterung von Partikel-Lösungsmittelaerosolen wird von erfahrenen Modellbauern zudem eine Absauganlage empfohlen. Diese kann kommerziell erworben oder auch selbst gebaut werden. Grundsätzlich besteht eine solche Anlage aus einer Arbeitsfläche mit konisch zulaufender Haube („Trichter“) und einem Ventilationsmodul, das das giftige Aerosol in einen Filter für Kleinpartikel (meist außerdem mit Aktivkohle) saugt, wo es gebunden wird. Wichtig ist auch das Tragen von undurchlässigen Handschuhen, da Lösemittel, die mit der Haut in Kontakt kommen, vom Körper aufgenommen werden.